# Dardhë
Dardhe è un villaggio albanese situato nella municipalità di Coriza, nella prefettura di Coriza.